# Reprezentacja Iraku w piłce siatkowej mężczyzn
Reprezentacja Iraku w piłce siatkowej mężczyzn to narodowa reprezentacja tego kraju, reprezentująca go na arenie międzynarodowej.
Jak do tej pory zespół nie zdobył medalu na Mistrzostwach Azji. Największym sukcesem zespołu jest udział w Mistrzostwach Świata w 1982 roku (Irak zajął 20. miejsce w stawce 24 zespołów).

## Występy naMistrzostwach Świata
- MŚ '49-'78 - nie startowała
- MŚ '82 - 20. miejsce
- MŚ '86-14 - nie startowała